# کنایه (ترانه)
کنایه (به انگلیسی: Innuendo) ترانه‌ای از کوئین، گروه راک انگلیسی است. این ترانه در سال ۱۹۹۱ و در آلبومی به همین نام منتشر شد که اولین ترک آلبوم هم بود. ترانه کنایه همچنین اولین تک‌آهنگ آلبوم نیز محسوب می‌شود. این ترانه که شش دقیقه و نیم طول دارد، از جمله طولانی‌ترین ترانه‌های کوئین محسوب می‌شود و در بین تک‌آهنگ‌های منتشر شده توسط این گروه هم طولانی‌ترین است و ۳۵ ثانیه از ترانه راپسودی بوهمی طولانی‌تر است. این ترانه در جدول تک‌آهنگ‌های بریتانیا رتبه نخست را بدست آورد. این ترانه از قطعه گیتار فلامنکو که توسط گیتاریست گروه یس، استیو هویی و برایان می نواخته شده، یک میان‌پرده اپرایی که به دوران قدیم گروه کوئین بازمی‌گردد، یک بخش هوی متال و اشعاری که با الهام گیری از بیماری فردی مرکوری سروده شده‌اند، تشکیل شده است.